# Case IH STX Steiger-Serie

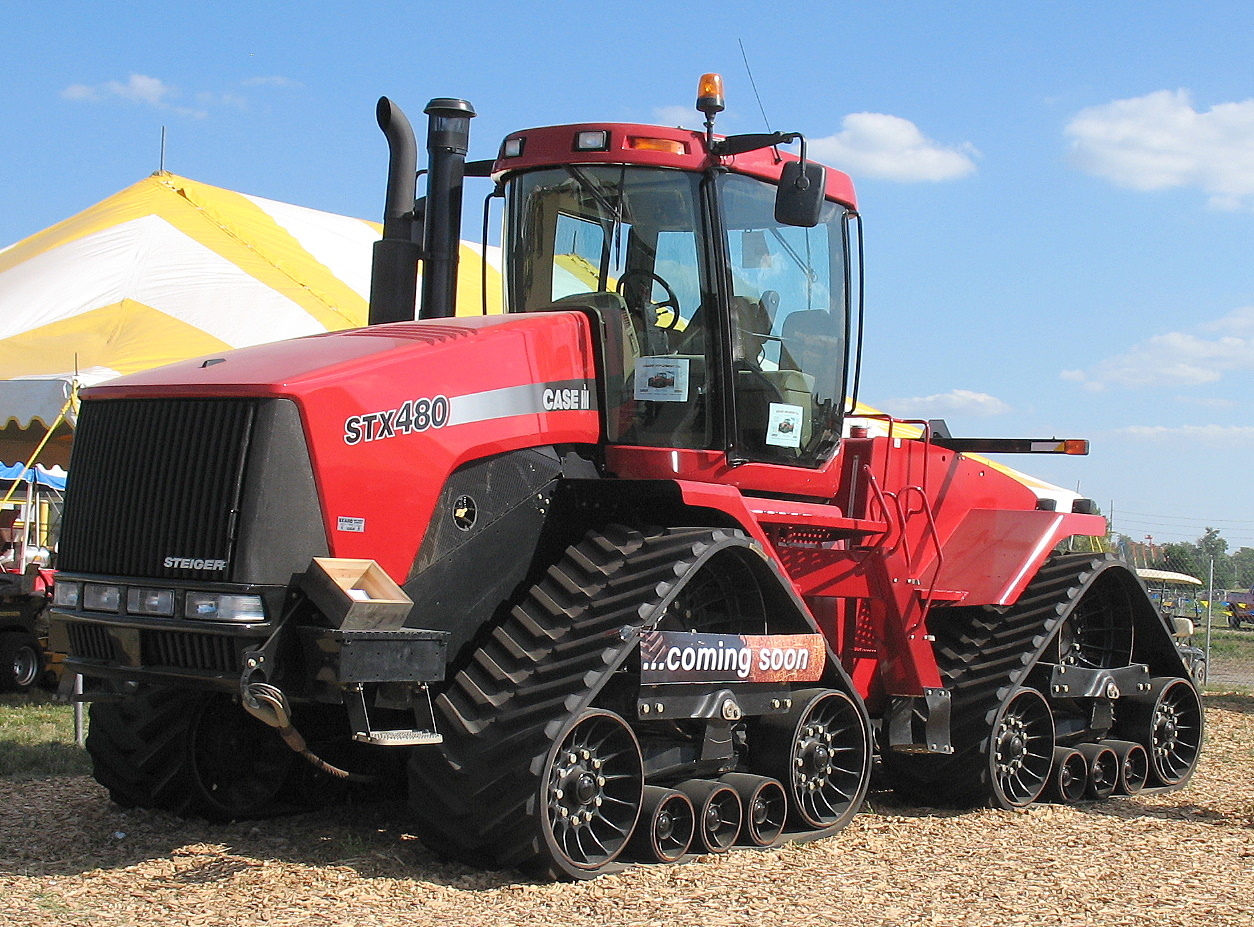
STX 480 Quadtrac mit 480 PS aus dem Jahr 2006

Die Case IH STX Steiger-Serie war eine Traktorbaureihe, die im August 2000 von CNH Global eingeführt wurde und zur obersten Leistungsklasse der Marke Case IH gehörte. Der Name Steiger rührt vom durch Case IH übernommenen Großtraktorhersteller Steiger her. Die STX Steiger-Serie ersetzte die Vorgängerserie Steiger 9300.
Erhältlich waren die Allradtraktoren, die im Werk Fargo im US-Bundesstaat North Dakota gebaut wurden, sowohl mit Knicklenkung als auch mit Vorderachslenkung. Neben der Radversion gab es die STX Steiger-Traktoren auch in der Version „Quadtrac“ (Kürzel QT) mit vier Raupenlaufwerken. Speziell für den Einsatz als Zugfahrzeug von Anhängescrapern war die Heavy-Duty-Version (Kürzel HD) gedacht. Neben einem noch schwereren Rahmen war diese Version mit einem verstärken Knickgelenk ausgestattet.
CNH Global führte im Jahr 2006 eine 2. Modellgeneration mit etwas leistungsfähigeren Motoren ein und ließ die STX Steiger-Serie 2007 auslaufen. Zeitgleich ging die Nachfolgeserie unter dem Namen Steiger in Produktion.
Die Traktoren der STX Steiger-Serie wurden auch von der Schwestermarke New Holland in nahezu baugleicher Ausführung unter dem Namen „TJ“ angeboten.

## Modellübersicht

### 1. Generation
| Modell           | Bauzeit   | Leistung (PS/kW) |
| ---------------- | --------- | ---------------- |
| STX 275          | 2000–2005 | 275/205          |
| STX 325          | 2000–2005 | 325/242          |
| STX 375          | 2000–2005 | 375/280          |
| STX 375 Quadtrac | 2002–2005 | 375/280          |
| STX 425          | 2002–2006 | 425/317          |
| STX 425 Quadtrac | 2002–2006 | 425/317          |
| STX 440          | 2001      | 440/328          |
| STX 440 Quadtrac | 2001      | 440/328          |
| STX 450          | 2002–2005 | 450/336          |
| STX 450 Quadtrac | 2002–2005 | 450/336          |
| STX 500          | 2004–2006 | 500/373          |
| STX 500 Quadtrac | 2004–2006 | 500/373          |

### 2. Generation
| Modell           | Bauzeit   | Leistung (PS/kW) |
| ---------------- | --------- | ---------------- |
| STX 280          | 2006      | 280/209          |
| STX 330          | 2006–2007 | 330/246          |
| STX 380          | 2006–2007 | 380/283          |
| STX 380 Quadtrac | 2006      | 380/283          |
| STX 430          | 2006–2007 | 430/321          |
| STX 430 Quadtrac | 2006      | 430/321          |
| STX 480          | 2006–2007 | 480/358          |
| STX 480 Quadtrac | 2006      | 480/358          |
| STX 530          | 2006      | 530/395          |
| STX 530 Quadtrac | 2006–2007 | 535/399          |